# Takeru Kitazono
Pour l’article homonyme, voir Katsue Kitazono.
Takeru Kitazono (né le 21 octobre 2002 à Osaka) est un gymnaste artistique japonais.
Il remporte 5 médailles d’or lors des Jeux olympiques de la jeunesse de 2018, en étant surnommé le nouvel Uchimura.